# Zamach stanu w Ugandzie (1971)
Zamach stanu w Ugandzie w 1971 – wojskowy zamach stanu przeprowadzony 25 stycznia 1971 przez armię Ugandy pod przywództwem Idiego Amina przeciwko rządom prezydenta Miltona Obote. Przejęcie władzy przez Idiego Amina odbyło się, gdy Milton Obote przebywał w Singapurze na spotkaniu szefów państw Wspólnoty Narodów.